# 山岡美香

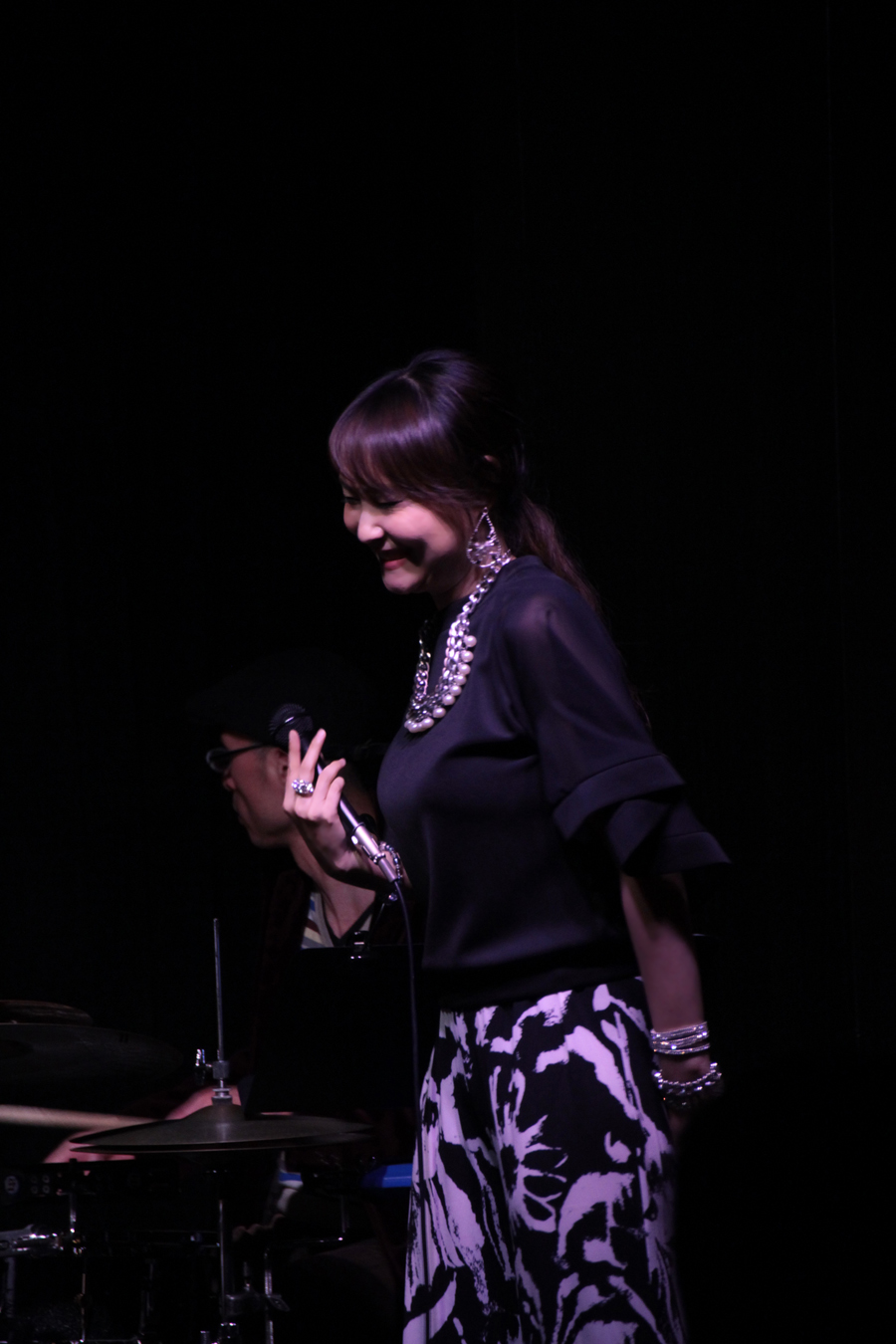
ジャズヴォーカリスト山岡美香

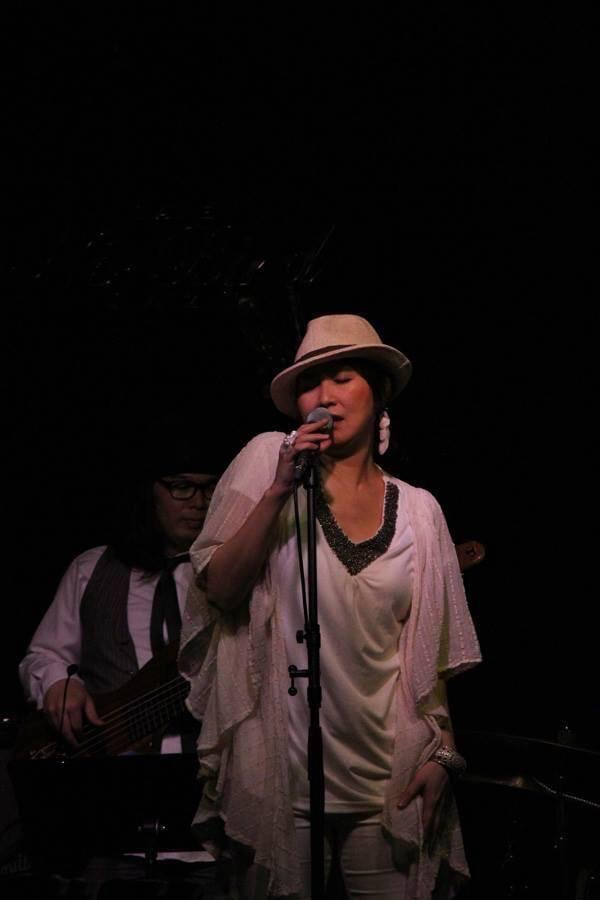
ジャズヴォーカリスト山岡美香

山岡 美香（やまおか みか）は、神奈川県横浜市出身のジャズボーカリスト。ジャズボーカル=ハスキーボイスの概念を覆したシンガー。
「空間を包み込むSweet voice」のキャッチコピー。「見上げてごらん夜の星を」の英語バージョンを日本人女性で初めて歌唱した。

## 略歴
- 時期不明 - スターバックスコーヒーが、米国とそっくり同じ雰囲気を日本で再現させたいとの思考で企画した日本初のジャズライブのシンガーとして抜擢され、後にプロとして活動開始。
- 2005年4月 - 1stアルバム「CHAMBRE」をリリース。
- 2005年 - Apple社が配信を開始したiTunesポッドキャストより、トークと音楽で綴る「美香のお気に召すまま」のパーソナリティーとしても活躍。
- 2007年8月 - 2ndアルバム「PAiNT BOX」をリリース。
- 時期不明 - 「BarBarBar」、ブルーノート (ジャズ・クラブ)系列の「Motion blue YOKOHAMA」、「ブルースアレイ東京」、「JZBrat」など現在のジャズシーンを代表するジャズスポットへの出演以外に、外国人記者クラブや逗子マリーナなどのリゾート施設、横浜のBankART1929をはじめとする美術館でのコンサート等で活動する。
- 2024年10月-横浜元町フードフェアの音楽ステージに連続12回目の出演。
- 2024年5月 - 史上初、狂言とJAZZコラボレーション「天現の調べ」〜祈りを込めて、愛と笑いに生きる〜を多聞山 天現寺にて開催。史上初女性狂言師 和泉淳子とジャズヴォーカリスト山岡美香が作・演出・出演。

## 特徴
- 空間を包み込むSweet voiceの持ち主で、優しくも情熱のある歌声が特徴的である。
- 日本を代表するジャズメンの世良譲、ジョージ川口、ジミー原田、リチャードパイン、山本剛、石井彰、根市タカオ、ハタヤテツヤ(EGO-WRAPPIN')、遠藤征志、井上信平、杉本篤彦、三四郎、グレッグリー、平山サンペイ惠勇、田辺充邦、桑山哲也、竹内大輔(TRI4TH)、関谷友貴(TRI4TH)などとの共演経験多数。
- 2005年に、アップル社のiTunesポッドキャストスタートと同時に、「美香のお気に召すまま」のパーソナリティーとしてポッドキャストの配信を開始。ダラダラとしたよもやま話が、一部マニアに受け、常に上位にランクイン。無名のパーソナリティーが上位（最高５位）ランクインという異例の番組である。
- 国内外の著名な文化人、芸術家たち作品の発表の場として使われる横浜の歴史的建造物BankART1929にて、『山岡美香CD発売記念コンサートPAiNT BOX』を開催する。
- また交友関係が幅広いのも特徴的である。「君の名は。」のプロデューサーでコミックス・ウェーブ・フィルムの代表取締役の川口典孝、ラッパーのZEEBRA、ラッパーのKダブシャイン、万引きGメンの伊東ゆう、フジテレビ「逃走中」やTV・CMのナレーターションで活躍するマーク・大喜多、女性狂言師の和泉淳子、などとは古い付き合いで交友が深い事で知られている。

## ディスコグラフィー
フルアルバム
- CHAMBRE　1st Album 2005年4月28日 発売
- PAiNT BOX　2nd Album 2007年8月22日 発売

コンセプトアルバム
- Naturel　3rd　2015年9月11日 発売